# Yasumasa Kawasaki
Yasumasa Kawasaki (川﨑 裕大 Kawasaki Yasumasa?), född 20 augusti 1992 i Kanagawa prefektur, är en japansk fotbollsspelare.
Kawasaki började sin karriär 2015 i Sanfrecce Hiroshima. 2017 flyttade han till Yokohama FC.